# Orlando, príncipe de las tinieblas
Orlando, príncipe de las tinieblas es una serie de cuadernos de aventuras realizada por Juan José Úbeda para el editor barcelonés Antonio Ivars Portabella, como parte de la denominada Colección Ivars en 1965. Con 25 números, quedó inconclusa.

## Argumento y personajes
| Número     | Título             | Publicación         |
| ---------- | ------------------ | ------------------- |
| 1          | «Noche sangrienta» | 22 de abril de 1965 |
| Argumento: |                    |                     |
| 2          | —                  | —                   |
| Argumento: |                    |                     |

## Estilo
Según el investigador Pedro Porcel sigue los cánones de El Capitán Trueno, de la que precisamente su autor se haría cargo posteriormente.